# Canon EF 200-400mm f/4L IS USM Extender 1.4x
El Canon EF 200-400mm f/4L IS USM és un teleobjectiu zoom de la sèrie L amb muntura Canon EF.
Aquest, va ser anunciat per Canon el 14 de maig de 2013, amb un preu de venta suggerit de 10.799€.
Aquest, és l'objectiu zoom de major focal de la muntura Canon EF.
Aquest objectiu s'utilitza sobretot per fotografia de fauna i esport.
El 2014, aquest objectiu va guanyar el premi de Technical Image Press Association (TIPA) com a millor objectiu professional per a càmeres rèflex.
El 2015, aquest objectiu va guanyar el premi de International Design Awards com a millor disseny d'objectiu.

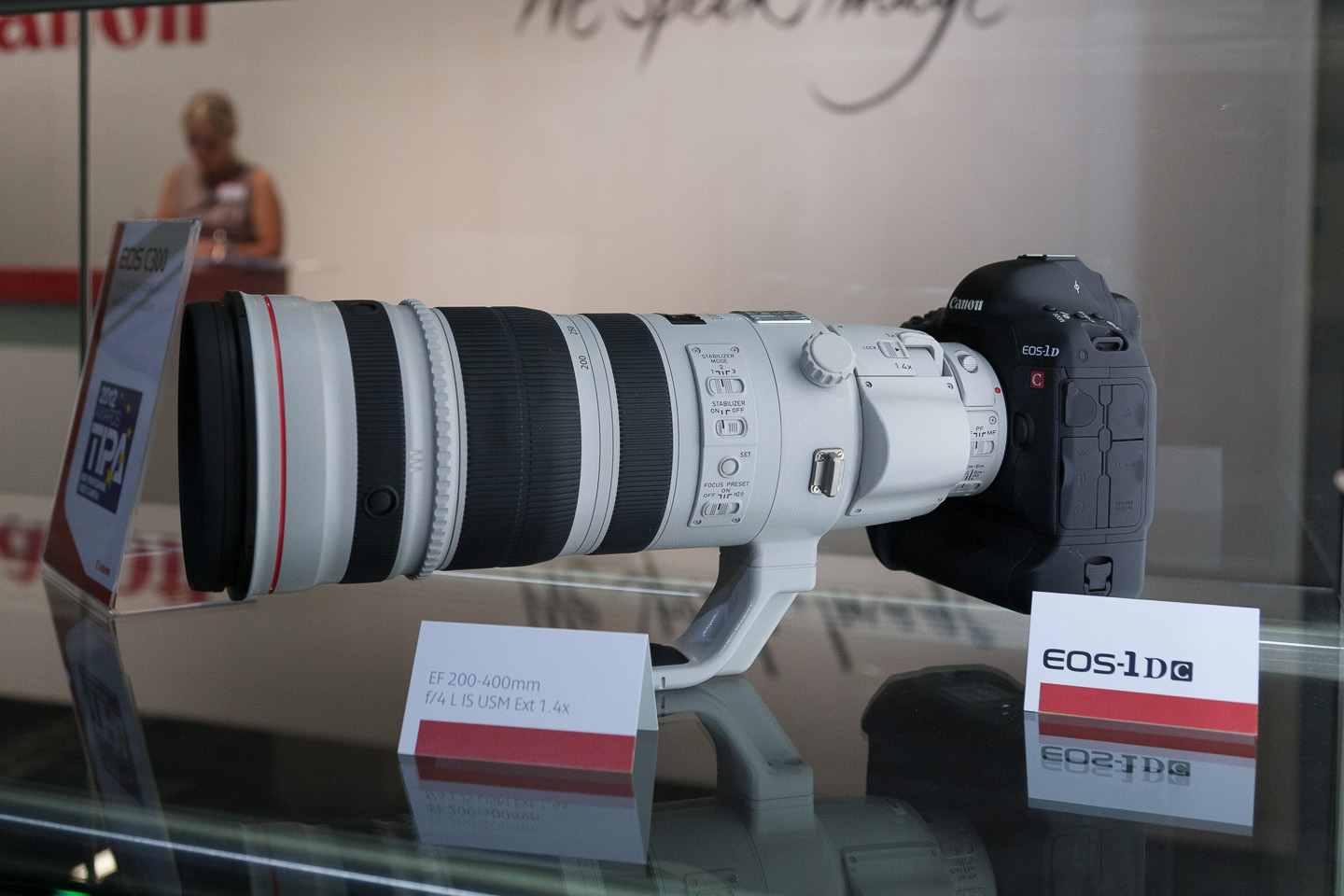
Canon EF 200-400mm f/4L IS USM muntat a una Canon EOS 1Dc

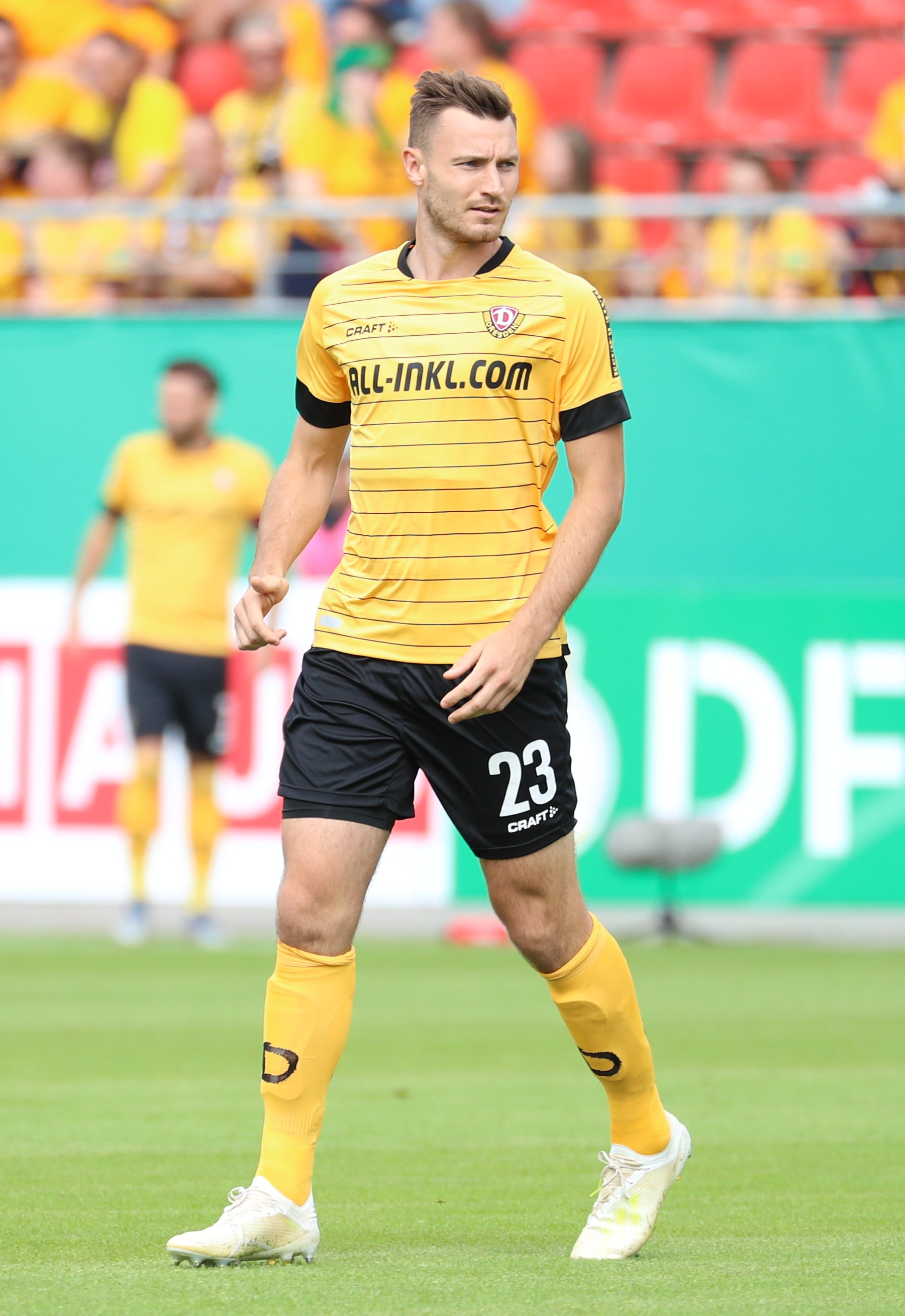
Esportista fotografiat a 400mm amb el Canon EF 200-400mm f/4L IS USM

## Característiques
Les seves característiques més destacades són:
- Distància focal: 200-400mm o 280-560mm (amb l'extensor 1.4x)
- Obertura: f/4 - 32 o f/5.6 - 45 (amb l'extensor 1.4x)
- Motor d'enfocament: USM (Motor d'enfocament ultrasònic, ràpid i silenciós)
- Estabilitzador d'imatge de 4 passes
- Distància mínima d'enfocament: 200cm
- Entre f/8 i f/11 és on l'objectiu dona la millorar qualitat òptic[7]
- A 400mm i f/4 la lent ombreja una mica les cantonades, això es fa més notori a 560mm i f/5.6 (usant l'extensor 1,4x)[7]

## Construcció[8]
- El diafragma consta de 9 fulles, i les 25 lents de l'objectiu estan distribuïdes en 20 grups.
- Consta d'una lent de fluorita, quatre lents d'ultra baixa dispersió i un revestiment super spectra (ajuda a reduir els efectes fantasma).[9]
- Aquest objectiu duu integrat un extensor de focal 1,4x commutable, el qual consta de 8 elements distribuïts en 4 grups, i dona una focal de 280-560 mm f/5.6.[1]
- En total l'objectiu consta de 33 lents, distribuïdes en 24 grups.

## Accessoris compatibles[10]
- Tapa E-180D
- Parasol ET-120 (WII)
- Filtres drop-in de 52mm
- Tapa posterior E
- Estoig 200-400
- Coberta de pluja ERC-E4L
- Extensor EF 1.4x III
- Extensor EF 2x III
- Tub d'extensió EF 12 II
- Tub d'extensió EF 25 II

## Objectius similars amb muntura EF
Els objectius més similars a aquest model, encara que no consten d'un extensor de focal incorporat i tenen més rang de distància focal son els següents:
- Sigma 200-500mm f/2.8 EX DG[11]
- Tamron SP AF 200-500mm f/5-6.3 Di LD (IF)[12]